# Parthenodes bisangulata
Parthenodes bisangulata là một loài bướm đêm trong họ Crambidae.